# Halten
Halten é uma comuna da Suíça, situada no distrito de Wasseramt, no cantão de Soleura. Tem 1,85 km² de área e sua população em 2018 foi estimada em 864 habitantes.